# Collingwood O'Hare
Collingwood O'Hare est un studio d'animation britannique crée par Christophe O'Hare et Tony Collingwood en 1988.

## Liste des séries télévisées produites par Collingwood O'Hare
- Chipmunks (1988, released by HIT Communications PLC. and produced by Ruby-Spears, Fred Wolf Films, Saban Productions, DIC Enterprises and Bagdasarian Productions)
- RARG (1988)
- Captain Zed and the Zee Zone (1991) (realesed by HIT Communications PLC. and produced by Scottish Television Film Enterprises and DIC Enterprises)
- Oscar's Orchestra (1995–1996)
- Dennis and Gnasher (1996-1998)
- Pond Life (1996–2000)
- Animal Stories (1999-2002)
- Les Petits Bus (1999-2003)
- The Magic Key  (2000-2001)
- Eddy and the Bear (2001)
- The King's Beard (2002)
- Yoko! Jakamoko! Toto! (2002–2005)
- Harry et ses dinosaures (en) (2005-2006)
- Gordon the Garden Gnome (2005–2007)
- The Secret Show (2006–2007)
- Dennis and Gnasher (2009)
- Le Chat chapeauté (The Cat in the Hat Knows a Lot About That!) (2010-2013)
- The Cat in the Hat Knows a Lot About Christmas! (2012)
- Ruff-Ruff, Tweet and Dave (2015-present)
- Parpazoids (2015)

## Liste des spéciaux produits par Collingwood O'Hare
- Daisy-Head Mayzie (1995)

## Liste des films produits par Collingwood O'Hare
- Thumbelina (1992)

### À venir
Hero Elementary